# Weißenberg (Hayn)
Weißenberg, ursprünglich Wittenberg genannt, war eine bergmännische Anlage westlich von Hayn (Harz) in der Grafschaft Stolberg, heute einem Ortsteil der Gemeinde Südharz im Landkreis Mansfeld-Südharz in Sachsen-Anhalt. 

## Geschichte
Bereits im Spätmittelalter wurde hier Bergbau betrieben. 1392 wurde das Bergwerk auf dem Wittenberg erstmals erwähnt, als Landgraf Balthasar von Thüringen von Graf Heinrich zu Stolberg als Oberlehnsherr anerkannt wurde und dieser als oberster Lehnsherr das Bergregal über alle gefundenen Gold- und Silbererze beanspruchte. Gold und Silber sollten nur in der Münze von Sangerhausen verarbeitet werden.
Wohl um seine Stellung gegenüber Kurfürst Friedrich II. von Sachsen durch erhoffte Einkünfte aus dem Silberbergbau aufzuwerten, bekundet der in seiner Jugend neuen Ideen gegenüber aufgeschlossene Landgraf Friedrich von Thüringen am 25. Juli 1428 in Gotha, dass er das Bergwerk auf dem Wittenberg wieder aufnehmen und bauen lassen wolle. Da es aber für ihn zu abseits gelegen war, hatte er den Grafen Botho zu Stolberg, für den dieses Bergwerk günstiger lag, ersucht, dessen Betrieb zu übernehmen. Detailliert regulierte der Landgraf die Modalitäten des Erzabbaus. Für sich wollte der Wettiner die Hälfte des Ertrages und den Bergzehnt. Die andere Hälfte gewährte er dem Grafen Botho und den übrigen Beteiligten. Dem Stolberger sollten auch die gewonnenen Kupfer- und Stahlerze gehören. Silbererz durften die Betreiber für sechs freie Jahre nach Belieben verschmelzen und verhütten, dann aber in der Münze nach Sangerhausen abliefern.  Graf Botho trat noch im gleichen Jahr in engere persönliche Beziehungen zum Landgrafen Friedrich. 
Am 2. April 1429 weilte Graf Botho in Gotha und wird hier erstmals als Hofmeister des Landgrafen bezeichnet. Damit hatte er ein festes Amt im Gefolge des Landgrafen übernommen. Mit dem Hoflager des Landgrafen reiste er in den kommenden Monaten durch Thüringen. Fern der Heimat, wahrscheinlich in Weimar, erreichte ihn hier im Juni 1429 die Nachricht vom Tod des Grafen Heinrich von Wernigerode, dessen Besitzungen er nunmehr erbte. Damit wurde er einer der mächtigsten Grafen im Harz und in Nordthüringen, weshalb wohl Landgraf Friedrich von Thüringen nicht abgeneigt war, ihn weiterhin an seiner Seite als Hofmeister zu behalten. 
1712 wurde hier die „Weiße Zeche“ betrieben, wodurch sich die Bezeichnung Weißenberg statt Wittenberg einbürgerte.
Noch zu Beginn des 19. Jahrhunderts waren Pingengänge von dieser damals bereits verfallenen Bleiglanzgrube in der Landschaft zu erkennen. Man hat hier ziemlich reiche, doch etwas strengflüssige Erze gehabt. Der letzte Umstand soll besonders die Ursache des Erliegens gewesen sein.